# Suède au Concours Eurovision de la chanson 1958
La Suède a participé au Concours Eurovision de la chanson 1958, alors appelé le Grand prix Eurovision de la chanson européenne 1958, à Hilversum, aux Pays-Bas. C'est la première fois que la Suède participe au Concours Eurovision de la chanson.
Le pays est représenté par Alice Babs et la chanson Lilla stjärna, sélectionnés par Sveriges Radio.

## Sélection
Le radiodiffuseur suédois, Sveriges Radio, choisit l'artiste et la chanson pour représenter la Suède au Concours Eurovision de la chanson 1958.
Lors de cette sélection, c'est Alice Babs, avec la chanson Lilla stjärna écrite par Gunnar Wersén (sv) et composée par Åke Gerhard (en), qui furent choisies.

## À l'Eurovision
Chaque pays avait un jury de dix personnes. Chaque membre du jury pouvait donner un point à sa chanson préférée.

### Points attribués par la Suède
| 4 points | Suisse                                             |
| 1 point  | Allemagne Autriche Belgique Danemark France Italie |

### Points attribués à la Suède
| 10 points | 9 points | 8 points              | 7 points   | 6 points              |
| --------- | -------- | --------------------- | ---------- | --------------------- |
|           |          |                       |            |                       |
| 5 points  | 4 points | 3 points              | 2 points   | 1 point               |
|           |          | - Luxembourg - Suisse | - Pays-Bas | - Autriche - Belgique |

Alice Babs interprète Lilla stjärna en 5e position, après le Luxembourg et avant le Danemark. Au terme du vote final, la Suède termine 4e sur 10 pays avec 10 points.